# 1676 Kariba
1676 Kariba eller 1939 LC är en asteroid i huvudbältet som upptäcktes 15 juni 1939 av den sydafrikanske astronomen Cyril V. Jackson i Johannesburg. Det har fått sitt namn efter Karibasjön på gränsen mellan Zimbabwe och Zambia.
Asteroiden har en diameter på ungefär 7 kilometer.